# Kristian Middelboe
Kristian Middelboe (* 24. März 1881 in Brunnby, Schweden; † 20. Mai 1965 in Frederiksberg) war ein dänischer Fußballspieler, Vorstandsvorsitzender des Dänischen Fußballverbandes und Träger des Dannebrogordens.

## Laufbahn
Geboren im nahe der dänischen Grenze gelegenen schwedischen Ort Brunnby, zog er mit seiner Familie im Jahr 1900 nach Kopenhagen. Zusammen mit seinen Brüdern Einar und Nils spielte er während seiner gesamten bekannten Karriere beim Kjøbenhavns Boldklub.
Als Teil der dänischen Olympiaauswahl beim Fußballturnier der Spiele 1908, war er Teil der ersten gesamtdänischen Nationalmannschaft. Hier stand er bei allen drei Spielen des Turniers auf dem Platz und erreichte mit seinem Team die Silbermedaille. Einen weiteren Einsatz hatte er beim ersten Spiel der dänischen Mannschaft auf heimischem Grund am 5. Mai 1910 gegen die englische Amateurauswahl, welches mit 2:1 gewonnen wurde.
Nach seiner aktiven Karriere wurde er 1910 Teil des Vorstandes seines Kopenhagener Vereins. Im Jahr 1919 wurde er zum Vorsitzenden ernannt und 1935 auch zum Vorsitzenden des dänischen Fußballverbandes. Letzteren Posten hatte er bis ins Jahr 1940 inne. Leo Frederiksen war daraufhin bis 1948 im Amt, woraufhin er die Position bis 1950 erneut ausfüllte.
Er bekam die Verdienstmedaille des dänischen, norwegischen, finnischen und schwedischen Fußballverbands in Gold. Zusätzlich wurde er zum Ritter der Dannebrog ernannt.